# Мировоззрение в Dungeons & Dragons
В ролевой системе Dungeons & Dragons (D&D) параметр «мировоззрение» (англ. alignment) отражает этические и моральные наклонности персонажа. При создании персонажа игрок указывает его мировоззрение, а неигровым персонажам мировоззрение определяет мастер игры. Мировоззрение влияет как на отыгрыш роли, так и на некоторые возможности и ограничения для игрока.
Слово Alignment некоторые переводят как «ориентация», «характер» или «приверженность», хотя ни один из этих вариантов не стал общепринятым. На игровом жаргоне это понятие иногда не переводят, а транскрибируют: «элайнмент».

## История и роль в D&D
Концепция мировоззрения была впервые введена в ролевые игры создателем D&D Гарри Гигаксом в 1978 году. За основу он взял философию порядка и хаоса из серии романов Майкла Муркока об Элрике.
В ранних версиях D&D игроки могли выбирать между тремя видами мировоззрения: добропорядочное (принципиальное), нейтральное и хаотичное. В последующих редакциях D&D было введено второе измерение для определения мировоззрения: теперь оно могло быть добрым, нейтральным и злым. Таким образом, согласно правилам D&D мировоззрение персонажа можно описать одним из девяти состояний, одно из трёх по каждому измерению. Состояние, когда мировоззрение является нейтрально-нейтральным, обычно называют истинно нейтральным или просто нейтральным.
Мировоззрение не является неизменной характеристикой: ряд поступков, совершаемых персонажем, которые не соответствуют текущему мировоззрению, в конечном счёте изменят его в сторону мировоззрения поступков. Например, беспринципный вор (хаотично-злой), замеченный в раздаривании краденного бедным, в конечном счёте становится хаотично-добрым.
Мировоззрение сильно влияет на выбор класса персонажа. Например, добропорядочный (принципиальный) персонаж не может быть бардом или варваром, друид должен быть нейтральным хотя бы по одному из измерений, а паладин может быть только принципиально-добрым. Также ряд предметов и заклинаний может выборочно воздействовать на персонажей различных мировоззрений.
В 4 редакции D&D была изменена система мировоззрения персонажа; оставлено было только 5 типов мировоззрения: законно-добрый, добрый, нейтральный, злой, хаотично-злой.
5-е издание D&D, выпущенное в 2014 году, вернулось к предыдущей схеме из девяти мировоззрений и включило десятую опцию «Unaligned» для существ, которые действуют на инстинктах, а не на принятии моральных решений.

## Оси мировоззрения в D&D
(Перевод с английского)

### Добро — Зло
Противостояние добра и зла (Good — Evil) — общая концепция как D&D, так и других фэнтези. Хотя персонаж игрока может руководствоваться своими собственными целями, а не борьбой за всеобщее благо, всё же подразумевается, что «добрый» персонаж в основном противостоит злу и часто сражается со злыми созданиями.
Третья редакция правил D&D определяет добро и зло следующим образом:
Добро подразумевает альтруизм, уважение к жизни и к собственному достоинству мыслящих существ. Добрые персонажи приносят себя в жертву, помогая другим.
Зло подразумевает вред, притеснение и убийство других. Некоторые злые создания просто не имеют жалости к другим и убивают без колебаний с целью извлечь выгоду или просто убрать очередное препятствие. Существуют и другие, убивающие ради спортивного интереса или из уважения к злому божеству или хозяину.
Те, кто нейтральны и по отношению к добру, и по отношению к злу, сожалеют о смерти невинных, но избегают обязательств защищать других или оказывать им помощь. Нейтральные помогают другим лишь на базе межличностных отношений.
Паладины, альтруистичные герои и такие существа, как ангелы, придерживаются доброго мировоззрения. Злодеи и страшные преступники придерживаются злого мировоззрения, равно как и злые по своему существу создания — демоны и большинство нежити. Животные придерживаются нейтралитета, даже если атакуют невинных, поскольку действуют по воле природного инстинкта и при отсутствии интеллекта, чтобы давать моральные оценки.

### Закон — Хаос
В игровых правилах D&D ось «закон—хаос» (Law — Chaos) предшествует оси «добро—зло». В эзотерических правилах сеттинга Greyhawk в предыстории мира также имеется приоритет «закона—хаоса» над «добром—злом». Игроки часто полагают, что законопослушность и хаотичность менее применимы к их персонажам, чем доброта или злость. Принципиальное поведение не обязательно означает повиновение местным законам, также как хаотичное мировоззрение не говорит о том, что персонаж будет игнорировать местные порядки.
Третья редакция правил D&D определяет закон и хаос следующим образом:
Закон подразумевает честь, честность, повиновение законной власти и предсказуемость. С другой стороны, принципиальное поведение может означать недалёкость, реакционную приверженность традициям, поверхностность суждений и потерю приспособляемости. Те, кто сознательно придерживаются законности, полагают, что только законопослушное поведение создаёт общество, в котором люди могут полагаться друг на друга и принимать правильные решения с полной уверенностью, что и другие будут поступать так, как им должно.
Хаос подразумевает свободу, приспособляемость и гибкость. С другой стороны, хаотичное поведение может означать безрассудство, недовольство по отношению к законной власти, непредсказуемость действий и безответственность. Те, кто сознательно придерживаются хаотичного поведения, полагают, что только безграничная личная свобода позволяет людям полностью выразить себя и что всё общество получает преимущество от потенциала, который имеет каждый, кто является его частью.
Те, кто нейтральны, с уважением относятся как к закону, так и к хаосу, не имеют конфликтов с властями и не чувствуют ни принуждения к подчинению, ни порыва к повстанческой деятельности. Они честны, но могут солгать или провести другого.
Существа D&D чаще нейтральны по отношению к закону/хаосу, чем к добру/злу. Отдельные создания во внешних землях, такие как многочисленные и сильные Modrons, всегда отличались принципиальным поведением, в то время как Slaadi представляют собой порождения хаоса. Гномы обычно законопослушны, тогда как эльфы большей частью хаотичны.

## Виды

### Законопослушный добрый
Законопослушные добрые (англ. Lawful Good, LG). Персонажи с этим характером верят, что организованные сильные общества с хорошо работающим правительством могут работать, чтобы сделать жизнь лучше для большинства людей. Чтобы гарантировать качество жизни, надо создавать законы и подчиняться им. Когда люди уважают законы и стараются помогать друг другу, общество в целом процветает. По этой причине законопослушные добрые персонажи борются за вещи, которые принесут самые значительные выгоды большинству и меньше всего причинят вреда.
Честный и усердно трудящийся крестьянин, добрый и мудрый король или суровый, но справедливый судья — примеры законопослушных добрых людей. В качестве примера законопослушного доброго персонажа авторы приводят Бэтмена.

### Законопослушный нейтральный
Порядок и организация являются вещами первостепенной важности для персонажей с характером законопослушный нейтральный (англ. Lawful Neutral, LN). Они верят в сильное и хорошо упорядоченное правительство, будь то тирания или великодушная демократия. Выгоды организованности и систематизации перевешивают все вопросы морали, поднятые их деятельностью.
Инквизитор, решивший любой ценой преследовать изменников, или солдат, никогда не обсуждающий отданных ему приказаний, — хорошие примеры законопослушного нейтрального поведения. В качестве примера редакторы приводят Джеймса Бонда.

### Законопослушный злой
Законопослушные злые (англ. Lawful Evil, LE)  персонажи методично получают то, что они желают, действуя в рамках собственного морального кодекса или в рамках законов, не обращая внимания на страдания окружающих. Целью может быть как личная выгода (типичный пример — злой колдун, пытающийся захватить мир или его часть), так и благополучие общества в таком виде, в каком его понимает конкретный персонаж (кардинал Ришельё).
Законопослушный-злой персонаж ценит традиции, преданность и порядок, но не ценит свободу, достоинство и жизнь. Он соблюдает правила, но играет без милосердия и сострадания. Он склонен действовать в рамках иерархии; он предпочитал бы править, но зачастую готов служить. Он не любит нарушать законы и обещания; отчасти это вызвано его природой, отчасти — тем, что законы могут защищать его от противников, придерживающихся иных убеждений. Некоторые упорядоченно-злые персонажи действительно преданы какой-то злой идее, злому божеству или злому повелителю, как паладины преданы идее добра. Такие существа с радостью способствуют распространению зла.
«Законопослушное-злое» мировоззрение также иногда называют «дьявольским» из-за того, что его квинтэссенцией являются дьяволы баатезу. Это одно из самых опасных мировоззрений, потому что оно показывает сознательную, методичную и успешную сторону зла.
Тиран с железной рукой, хитрый и жадный торговец — примеры законопослушных злых людей. К таким персонажам относятся, например,  чёрные маги. Также это мировоззрение представляют властные и жестокие персонажи, соблюдающие при этом определённый «кодекс чести».

### Нейтральный добрый
Нейтральные добрые (англ. Neutral Good, NG) персонажи верят, что равновесие сил важно, но интересы порядка и хаоса не стоят выше необходимости добра. Так как вселенная обширна и населена многими существами, борющимися за разные цели, решительное стремление к добру не опрокинет равновесия; оно даже может поддержать его. Если для того, чтобы способствовать развитию добра, нужно поддерживать организованное общество, то тогда так и надо делать. Если добро может прийти только через свержение существующего общественного порядка, пусть так и будет. Сама по себе структура общества не имеет для них значения.
Барон, отказывающийся выполнять указы короля, так как считает их злыми, — пример нейтрального доброго персонажа. Если не считать ограничения по мировоззрению, предполагаемые классами, то данное мировоззрение может подходить для любого отыгрываемого класса.

### Истинно нейтральный
Истинно нейтральный (англ. True Neutral, TN) персонаж не отдаёт предпочтения ни одному из путей как в выборе между добром и злом, так и в выборе между хаосом и порядком. Персонаж такого типа считает, что добро лучше зла, но по каким-либо причинам не может или не хочет следовать путём добра, когда этот путь требует от него каких-либо затрат, будь то деньги или необходимость подвергать свою жизнь опасности ради других. Такой персонаж предпочтёт жить среди добрых соседей и с добрым королём. Вполне возможно, он будет защищать таких соседей и короля, однако вряд ли добровольно отдаст за них свою жизнь. Маг, посвятивший себя полностью своему искусству, нейтрален.
Однако существует и другой тип нейтралов — персонажи, посвятившие себя философии нейтральности (гармонии). Эти персонажи видят в добре, зле, порядке и хаосе опасные крайности и считают, что путь нейтральности — это наиболее сбалансированный путь «для долгой дороги». Друид, верящий в великое равновесие сил и считающий своим долгом следить, чтобы все эти силы оставались в уравновешенном противостоянии, придерживается философии нейтральности (гармонии).
В Complete Scoundrel примером истинно нейтрального персонажа служит Хан Соло.

### Нейтральный злой
Нейтральные злые (англ. Neutral Evil, NE) персонажи в первую очередь заняты собой и собственным продвижением. У них нет особых возражений против работы с другими, но часто многие из них действуют в одиночку. Единственный их интерес — продвижение вперёд. Если есть быстрый и лёгкий путь получить выгоду, будь он легален, сомнителен или очевидно нелегален, они им воспользуются. Хотя нейтральным злым персонажам не свойственен принцип «каждый сам за себя» хаотичных персонажей, они не будут колебаться, если можно предать своих друзей и компаньонов ради личной выгоды. Их верность основана на власти и деньгах, что делает их крайне благосклонными к взяткам.
Беспринципный наёмник, обычный вор или информатор-обманщик, предающий людей властям ради собственных целей, — типичные примеры нейтральных злых персонажей.

### Хаотичный добрый
Хаотичные добрые (англ. Chaotic Good, CG) персонажи — сильные индивидуалисты, отмеченные чертой доброты и благожелательности. Они верят во все достоинства добра и справедливости, но законы и правила им ни к чему.  Их действия направляются по их собственному моральному компасу, хотя и доброму, но не всегда целиком согласному с остальным обществом. Они творят добро так, как они его понимают. Сильная сторона хаотично-доброго персонажа в сочетании доброго сердца и свободного духа.
Храбрый первопроходец, вечно идущий вперёд, в то время как поселенцы следуют за ним, или разбойник, раздающий награбленное нуждающимся, — примеры хаотичных добрых персонажей. В пример такого мировоззрения авторы приводят Робина Гуда и Зорро. Из персонажей литературы и игр по D&D к таким относятся Дриззт До'Урден и Минск.

### Хаотичный нейтральный
Хаотичные нейтральные (англ. Chaotic Neutral, CN) персонажи следуют своим капризам. Они законченные индивидуалисты. Они ценят свою свободу, но не считают себя обязанными защищать свободу других. Они избегают властей, возмущаются, если их ограничивают в чём-либо, не чтят традиций. Хаотично нейтральные персонажи хоть и могут разрушать общественные организации, но если и делают это, то не для установления общемировой анархии. Для этого нужна мотивация – либо добрая (чтобы все жили свободно), либо злая (разделить людей и посеять между ними вражду). И хотя хаотично-нейтральные персонажи порой непредсказуемы, их поведение не носит случайный и беспричинный характер.
Бард, живущий по своим внутренним правилам и зарабатывающий себе на жизнь своим остроумием — пример хаотичного нейтрального персонажа. Редакторы приводят в пример капитана Джека Воробья. Из персонажей D&D к таковым относится Квара.

### Хаотичный злой
Хаотичные злые персонажи (англ. Chaotic Evil, CE) — гибель всего доброго и организованного. Ими движет только желание личной выгоды и удовольствия. Они совершенно не видят ничего плохого в том, чтобы взять то, что им хочется, любыми возможными способами. Законы и правительства — лишь инструменты слабаков, неспособных защитить себя. Сильные имеют право брать, что они захотят, а слабые нужны, чтобы их использовать. Когда хаотичные злые персонажи собираются вместе, ими движет не желание кооперироваться, но, скорее, желание противостоять сильным врагам. Такую группу может удержать вместе только сильный лидер, способный железной рукой заставить своих подчинённых повиноваться. Так как лидерство основывается исключительно на грубой силе, скорее всего, лидер будет сметён при первом признаке слабости любым, кто сможет каким угодно способом отобрать у него это положение.
Существует стереотип, по которому хаотично злой персонаж - обязательно безумец, убийца и путь его заполнен убитыми безо всякой причины. Несомненно, такие персонажи тоже будут иметь мировоззрение хаотично-злое, но на самом деле для того, чтобы персонаж попал под него, достаточно лишь двух критериев: эгоизма и непредсказуемости, а они далеко не всегда дают слишком кровавые результаты. Джокер — типичный пример хаотично-злого персонажа.

## Статьи по теме
- Журнал «Навигатор Игрового Мира». Мой взгляд на идеальную игру (недоступная ссылка)
- Отыгрыш характера в системах D&D (недоступная ссылка)
- Rolemancer. Рассуждение о Приверженности, её истории и её применении (недоступная ссылка)
- Не вполне традиционный взгляд на элайменты (недоступная ссылка)
- Об относительности добра и зла (недоступная ссылка)